# Calypso Phot

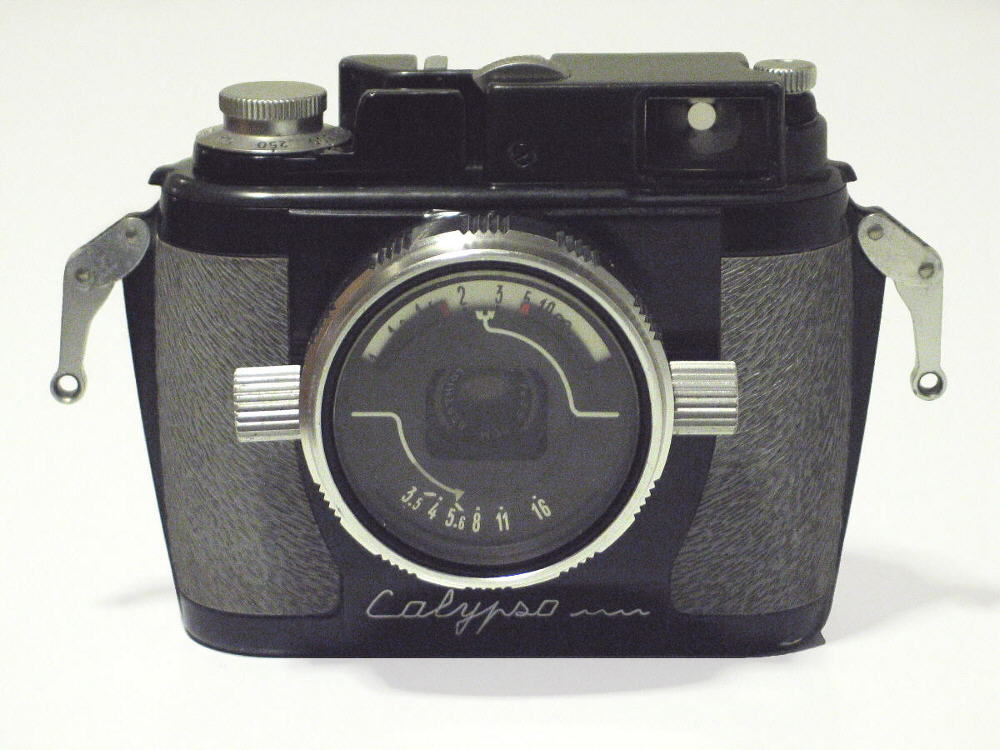
Cámara Calypso. 1960

Calypso Phot es una cámara subacuática de 35mm, autocontenida y autónoma que fue concebida por el explorador marino Jacques Cousteau (1910-1997), diseñada por Jean Wouters y fabricada por Atoms en Francia. Fue distribuida por La Spirotechnique en París desde 1960.
La cámara funciona a 200 pies o 60 metros bajo el nivel del mar y el nombre que usaba en algunas ocasiones era el de "Calypso Phot". Finalmente Nikon se hizo con la patente del producto en 1963 y le cambió el nombre a nikonos, de las cuales hizo una serie de cámaras subacuáticas.

## Componentes
Calypso Phot funciona de igual forma tanto en agua como en aire.

### Carcasa
La cámara se compone de dos partes de aleación de esmalte negro fundido; el que tiene todas las partes internas se baja hacia la caracasa exterior y se fijan entre sí para poder poner la lente intercambiable, todo este proceso para poder usarse como una cámara subacuática. En la parte superior dispone de un visor óptico incorporado para la lente estándar de 35mm y una zapata para accesorios en la parte superior para visores. Dispone de correa de transporte que se puede doblar o usarse como palancas de apertura para poder engancharse.

### Obturador
La característica más inusual es la palanca combinada de apertura y cierre. Se mueve hacia adelante 65 grados y es operado por el dedo índice. Esta palanca es la que permite dejar pasar la luz a través del obturador y que se quede grabada la imagen en la película. Su funcionamiento se basa en abrir la palanca para dejar pasar la luz por el obturador y cerrarla (en el momento deseado) para finalizar el proceso y enrollar la película.
Una función que fue agregada a los Nikonos fue el no requerimiento o de ningún mecanismo de liberación.

### Lentes
Las lentes originales se enumerán a continuación; Sin embargo, todas las lentes Nikonos UW-Nikkor son compatibles
- SOM Berthiot 1:3.3 f=28

- SOM Berthiot 1:3.5 f=35

- Angénieux 1:2.8 f=45mm
- SOM BERETHIOT 1:3.5 f=35mm (esta es usada tanto bajo el agua como en el aire)[3]

## Datos extras
El obturador vertical del plano focal de la placa metálica del Calypso original tenía velocidades de 1/30 a 1/1000 segundos, pero un año más tarde, se cambió a 1/15 hasta 1/500 segundos. La cámara fue venida a Nikon en Japón para acercarse al mercado oriental, el resultado fue la creación de una serie de cámaras submarinas de larga duración, que culminó con la introducción del SLR Nikonos RS de 35mm de corta duración en 1992.